# Coverack
Coverack (korniska: Goveryk) är en by vid kusten i Cornwall i England. Folkmängden uppgick till 255 invånare 2011, på en yta av 0,22 km². I området utövas flera vattensporter, bland annat vindsurfning, segling och dykning.